# Proserpina (planetka)
(26) Proserpina je planetka nacházející se v hlavním pásu asteroidů. Byla objevena 5. května 1853 německým astronomem Karlem Theodorem Robertem Lutherem. Své pojmenování nese po římské bohyni Proserpině.